# رومانوس ميليكيان
رومانوس ميليكيان (الأرمينية: Ռոմանոս Հովակիմի Մելիքյան، 1 أكتوبر 1883، كيزليار - 30 مارس 1935، يريفان) كان الملحن الأرمني.
أنهى كلية روستوف الموسيقية، ثم فصول ميخائيل إيبوليتوف-إيفانوف و ب. يافروسكي. في عام 1914 تخرج من المعهد الموسيقي في سانت بطرسبرغ. في عام 1908 كان من بين منظمي «دوري الموسيقى» في تفليس. في عام 1925 تأسست ميلكيان المدرسة الموسيقية ستيباناكيرت، في عام 1933 أصبح واحدا من مؤسسي مسرح الأوبرا الأرمينية.
دفن رومانوس ميليكيان في كوميتاس البانثيون الذي يقع في وسط مدينة يريفان.

## وصلات خارجية
- رومانوس ميليكيان على موقع ديسكوغز (الإنجليزية)